# Ángela García de Paredes Falla
Ángela García de Paredes Falla (Madrid, 1958) és una arquitecta filla de l'arquitecte José María García de Paredes i María Isabel de Falla, filla de l'arquitecte Germán de Falla, germà del compositor Manuel de Falla. Conforma al costat d'Ignacio García Pedrosa l'estudi Paredes Pedrosa.

## Biografia
Es titula arquitecta per la ETSAM l'any 1983 i com a Doctora Arquitecta per la UPM l'any 2015 amb la Tesi: "La arquitectura de José M. García de Paredes, ideario de una obra".
Pren les regnes de l'estudi de l'arquitecte García de Paredes a la seua defunció en 1990 al costat d'Ignacio García Pedrosa.
Comparteix l'estudi Paredes Pedrosa fundat l'any 1990 amb l'arquitecte Ignacio Garcia Pedrosa. compaginen l'exercici lliure de la professió amb la labor docent a les universitats de Granada, Barcelona, Navarra i Madrid on són professors del Departament de Projectes Arquitectònics a més de sessions crítiques en la GSD Harvard, en la ETH Zuric, en l'Accademia di Architettura di Mendrisio i en la Politècnica de Lausanne; i conferenciants a les Universitats de São Paulo, Oslo, Monterrey, Sant Joan de Puerto Rico i Münster, en la New York City University, la FADU de Buenos Aires, el Dallas Architecture Forum, el Politecnico di Milano, la Technische Universität München, la Graz University of Technology i el Times Center de New York.

## Projectes destacats[5]
- Palau de Congressos de Peníscola, Castelló. 2000-2003. Al costat d'Ignacio García Pedrosa.
- Biblioteca María Moliner, Velilla de San Antonio, Madrid. 2000-2003. Al costat d'Ignacio García Pedrosa.
- Museu d'Almeria, Almeria. 1998-2004. Al costat d'Ignacio García Pedrosa.
- Aulari en la Facultat de Psicologia UAM, Ciutat Universitària de Cantoblanco, Madrid. 2002-2004. Al costat d'Ignacio García Pedrosa.
- Teatre Olimpia, Madrid. 1996-2005. Al costat d'Ignacio García Pedrosa.
- 146 VPO EMV, Madrid. 2002-2006. Al costat d'Ignacio García Pedrosa.
- Àrea Arqueològica de la Olmeda, Pedrosa de la Vega, Palència. 2004-2006. Al costat d'Ignacio García Pedrosa.
- Conservatori de Coïmbra, Portugal. Concurs 2004. Al costat d'Ignacio García Pedrosa.

## Cita
"L'Arquitectura ha estat sempre una labor en la qual la precisió té gran importància, però cada vegada més oblidada. I la precisió va aparellada a la cura. La precisió sí que és important per a nosaltres."

## Premis i reconeixements
Obté al costat d'Ignacio García Pedrosa el Premi d'Arquitectura Espanyola de 2007 pel Teatre Valle-Inclán al barri de Lavapiés de Madrid atorgat segons paraules del propi jurat: "Per la integració del projecte en el procés de regeneració del barri i la capacitat interactiva de l'arquitectura per articular les seues volumetries exteriors amb l'entorn. Abundant en això destacar la coherència que estableix el projecte amb les alineacions del solar i la dignitat que retorna al paisatge urbà, així com la versàtil organització interior dels espais i les sales, conformant una peça singular digna d'ocupar un lloc de referència en l'arquitectura espanyola d'equipaments culturals públics."
Atorgat per la Fundació Eduardo Torroja i el Ministeri de Foment reben l'any 2013 el Premi Eduardo Torroja d'Enginyeria i Arquitectura per l'obra de la Vila Romana de l'Olmeda en Pedrosa de la Vega segons paraules del jurat per: "La forma en què la seua audaç concepció estructural, pròpia de l'enginyeria civil, realça l'expressió clara i rotunda de la seua arquitectura."
Concessió de la Medalla d'or al mèrit en les Belles arts l'any 2014 pel Ministeri d'Educació, cultura i esport atorgat pel consell de ministres del Govern Español.
Premi Luis Moreno Mansilla ex aequo pel projecte per a la Biblioteca Pública de Ceuta atorgat pel COAM en 2014.